# Alto (Italie)
Pour les articles homonymes, voir Alto (toponyme).
Alto est une commune de la province de Coni, dans la région Piémont, en Italie.

## Administration
| Période                                  | Période  | Identité             | Étiquette | Qualité |
| ---------------------------------------- | -------- | -------------------- | --------- | ------- |
| 14 juin 2004                             | En cours | Francesco De Andreis |           |         |
| Les données manquantes sont à compléter. |          |                      |           |         |

### Communes limitrophes
Aquila di Arroscia, Caprauna, Nasino, Ormea.